# Talisman

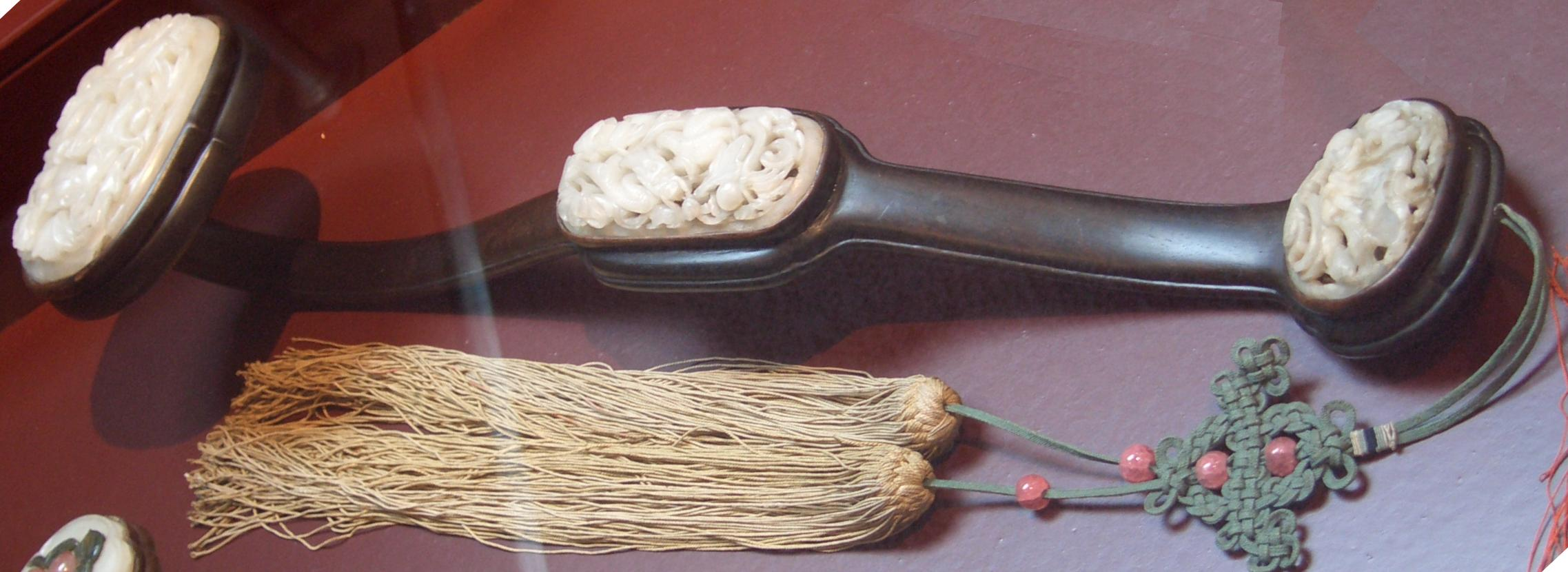
Obiect-talisman Sceptrul-Ruyi-din lemn sau jad. ..

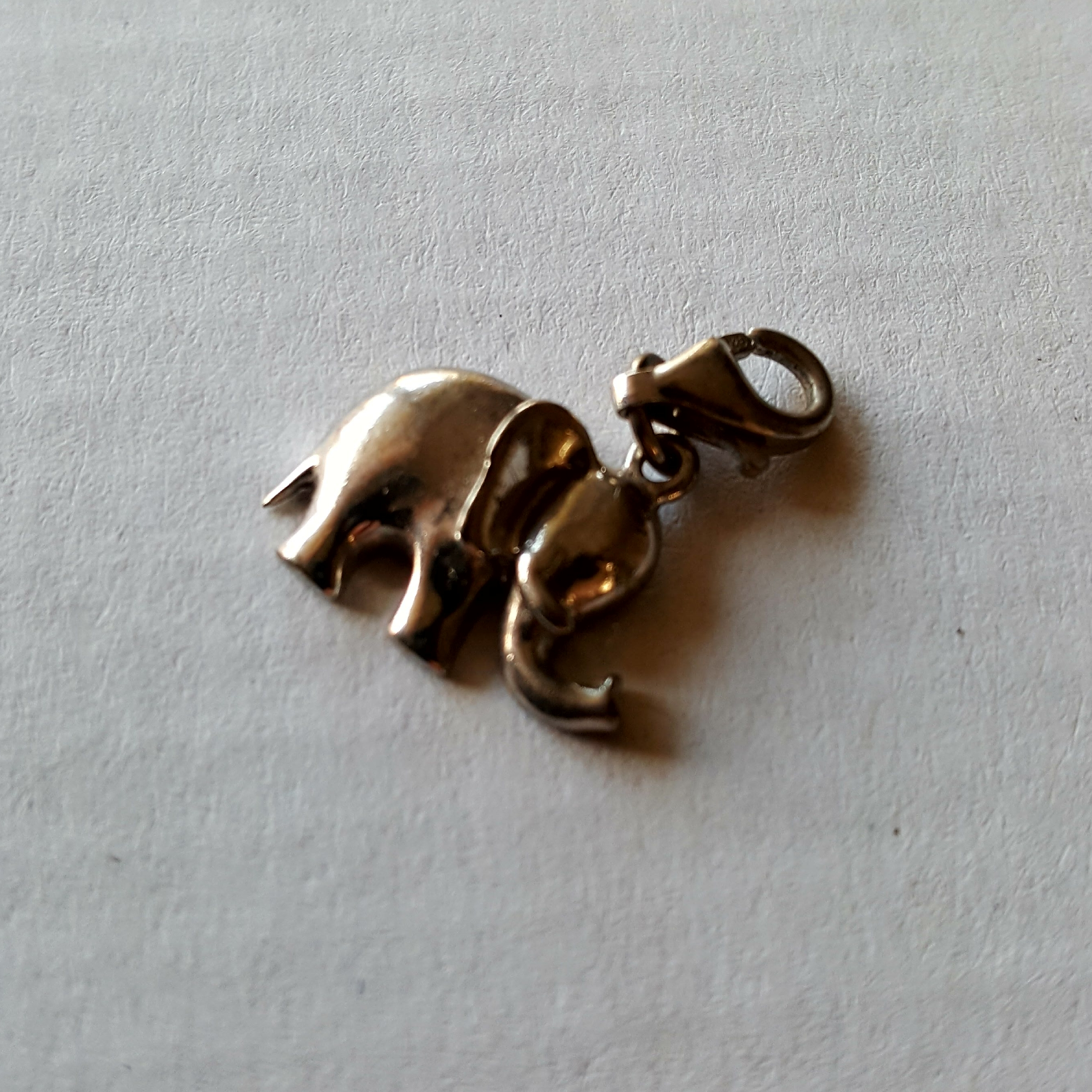
De multe ori talismanele au formă de animale, astfel încât puterile magice ale animalului să fie transferate proprietarului talismanului. Un exemplu este acest elefant

Talisman (arab. tilsam = chip vrăjit) poate fi purtat pe îmbrăcăminte, sau să fie păstrat în casă. 
Considerat de științele oculte pseudoștiințifice sau de cei superstițioși ca obiect cu puteri magice care apără persoana care o poartă împotriva bolilor, relelor, fiind aducător de noroc. Se deosebește de amuletă care are rolul de apărare precis conturat. 
La început erau folosite în acest scop icoane din metal sau piatră, acest obicei fiind cunoscut din perioadele antice, a Babilonului, Egiptului antic, credința este preluată în Evul Mediu, fiind completată cu „cuvinte magice” sau „semne magice”, acest obicei existând și în Orientul îndepărtat din cultura chineză.
Cu toată opoziția bisericii creștine, unii cred și azi în talismane, obiecte aducătoare de noroc ca:
- picior de iepure
- trifoi cu patru foi
- potcoava de cal